# Royal Blood (filme)
Royal Blood é um curta-metragem mudo norte-americano, realizado em 1916, do gênero comédia, com o ator cômico Oliver Hardy.

## Elenco
- Oliver Hardy - Plump (como Babe Hardy)
- Billy Ruge
- Edna Reynolds - Sra. Vandergrift
- Ray Godfrey
- Bert Tracy
- Florence McLaughlin